# Otava

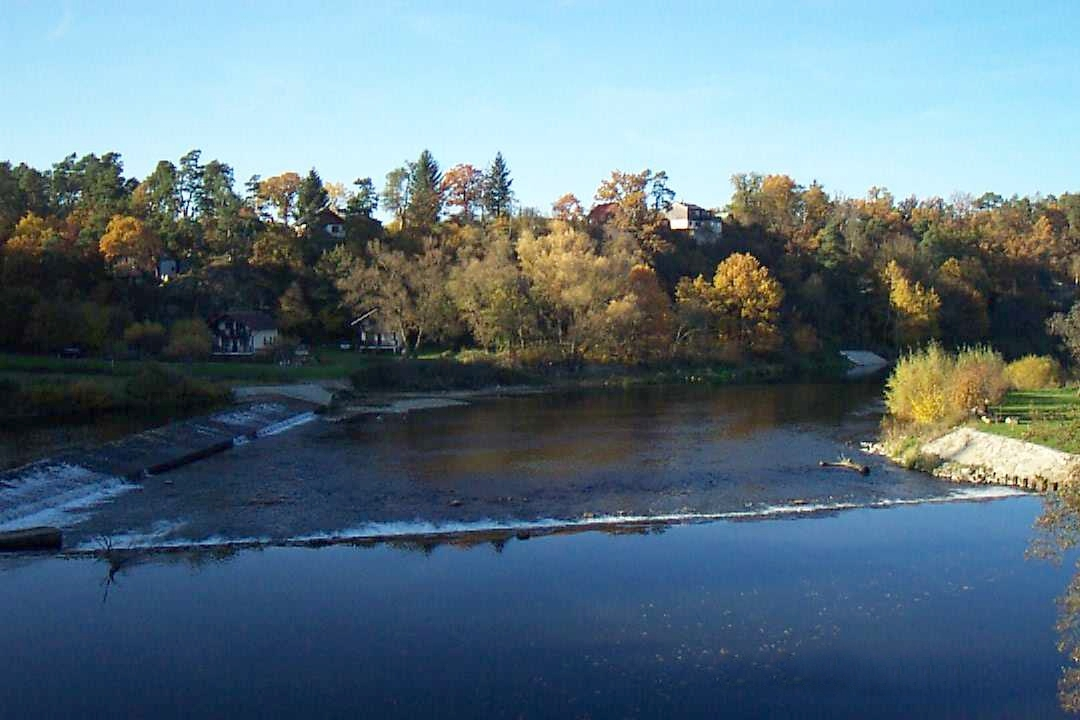
Otava

De Otava (Duits: Wottawa) is een rivier in de Tsjechische regio's Zuid-Bohemen en Pilsen. De rivier is 113 kilometer lang en mondt ongeveer 15 kilometer ten noorden van Písek uit in de Moldau.